# Tagoropsis rougeoti
Tagoropsis rougeoti is een vlinder uit de familie nachtpauwogen (Saturniidae), onderfamilie Saturniinae.
De wetenschappelijke naam van de soort is voor het eerst geldig gepubliceerd door Fletcher in 1952.